# 애보박물관
애보박물관(愛寶博物館)은 인천광역시 남동구에 있는 박물관이다.

## 연혁
- 2009년 7월 24일 개관